# 明水湖
明水湖是一个位于中国陕西省定边县的湖泊，面积约为5平方千米。